# Gare de Réghaïa
La gare de Réghaïa est une gare ferroviaire algérienne située sur le territoire de la commune de Réghaïa, dans la wilaya d'Alger.

## Situation ferroviaire
La gare est située au point kilométrique (PK) 31 sur la ligne d'Alger à Skikda, où elle est précédée de la gare de Réghaïa ZI et suivie de celle de Boudouaou.
| \| Alger Aéroport · d'Alger Zéralda Birtouta Réghaïa \| Localisation de la gare de Réghaïa dans la wilaya d'Alger. |
| Alger Aéroport · d'Alger Zéralda Birtouta Réghaïa                                                                  |

## Service des voyageurs

### Accueil
La gare dispose d'un guichet de vente de billets, d'un kiosque à journaux et de toilettes à l'intérieur du bâtiment voyageurs.

### Desserte
La gare est desservie par  :
- les trains grandes lignes de la liaison Alger - Annaba[1] ;
- les trains régionaux des liaisons Alger - Béjaïa[2] et Alger - Bouira[3] ;
- les trains du réseau ferré de la banlieue d'Alger des liaisons Alger - Thénia et Alger - Oued Aïssi.

### Intermodalité
Deux gares routières sont situées près de la gare, permettant aux voyageurs d’emprunter le bus pour rallier les villes alentour.